# Christina Milian
Christina Milian, nome d'arte di Christine Marie Flores (Jersey City, 26 settembre 1981), è una cantante, attrice e modella statunitense.

## Biografia
Nata Jersey City, New Jersey, e di origini cubane, si trasferisce poco dopo con la famiglia nel Maryland, dove a soli quattro anni inizia la sua carriera partecipando ad alcuni spot pubblicitari. I suoi genitori sono Don Flores e Carmen Milian. Nel marzo del 2010 dà alla luce una bambina di nome Violet, avuta dal marito The-Dream, già padre di tre figli, dal quale ha divorziato nel 2011. Nel 2020 convola a nozze con il compagno Matt Pokora, con cui ha due bambini.

### Carriera cinematografica
Nel 1998 lavora nel programma televisivo di Disney Channel Movie Surfers, sotto il nome di Tina Flores. In seguito presta la sua voce al film d'animazione A Bug's Life - Megaminimondo e ottiene un ruolo minore nella commedia American Pie, oltre a varie comparsate in serie tv come Streghe, Un genio in famiglia e molte altre. Nel 2002 è la presentatrice dello show televisivo di MTV Wannabes. Sul set dello show conosce il regista Joseph Kahn, che in seguito le affiderà una parte nel suo film Torque - Circuiti di fuoco; successivamente recita nei film Fidanzata in prestito, L'uomo di casa con Tommy Lee Jones, Be Cool seguito di Get Shorty e l'horror Pulse con Kristen Bell e Ian Somerhalder.
Nel 2007 è guest star nell'episodio "Action" della settima serie del telefilm Smallville. Partecipa assieme a Christina Applegate, Eva Longoria e Ryan Seacrest al videoclip di Jessica Simpson A Pubblic Affair. Nel 2009 è l'attrice protagonista di Ragazze nel pallone - Lotta finale. È anche apparsa in due videogiochi di Electronic Arts: Def Jam Vendetta e Need for Speed Undercover. Nel 2020 viene annunciato che Christina Milian sarà protagonista di una serie Netflix prodotta da Alicia Keys ed incentrata su un'aspirante popstar di nome Erica.

### Esordi, Christina Milian (2000-2003)
Nel 2000 Christina fa il suo debutto musicale partecipando al brano di Ja Rule Between Me & You, che ottiene un notevole successo in USA e UK. appare in un video di Mýa ed è coautrice e cantante del ritornello del brano Play di Jennifer Lopez, contenuto nel suo secondo album. Secondo quanto affermato da giornalisti e critici musicali, Christina Milian canta in realtà il ritornello del brano della Lopez pur essendo accreditata come autrice e backing vocals. In seguito a questi lavori, Christina firma un contratto con la Def Soul Records (componente della Def Jam) ed inizia a registrare il suo album di debutto in Svezia.
Nel 2001 pubblica il suo album di debutto che porta semplicemente il suo nome; l'album, di cui è produttrice e coautrice, vanta collaborazioni con Ja Rule e Jermaine Dupri ed è anticipato dallo scoppiettante singolo AM to PM che ottiene un buon successo commerciale. Nonostante la pubblicazione internazionale sia avvenuta nel 2001, l'album viene posticipato al 2002 in USA per via dei risvolti mediatici relativi all'attentato dell'11 settembre: secondo quanto dichiarato successivamente dalla Milian, nessun nuovo artista ebbe effettivamente modo di pubblicare un album in USA in quel periodo.
Il secondo singolo è When You Look at Me. Nel 2002 realizza Call Me Beep Me, sigla della serie animata Disney Kim Possible. Sempre nel 2002, la casa discografica di Christina fallisce: invece di venire assorbita dalla Def Jam come accade a molti altri artisti, la Milian entra a far parte della Island Records, che come la Def Jem fa parte di Universal Music Group. In questo frangente, la Milian e la casa discografica convengono nel non pubblicare più il suo album di debutto in USA, in quanto non conforme all'immagine e alle sonorità con cui erano intenzionati a lavorare per il suo secondo progetto.

### It's About Time, So Amazin (2004-2006)
Nel 2004 pubblica il suo secondo album intitolato It's About Time, presentandosi sotto una luce più sexy rispetto all'esordio. Il primo singolo è Dip It Low che vede la partecipazione di Fabolous, mentre come secondo singolo viene estratto il brano Whatever U Want. Dip It Low ottiene un notevole successo internazionale e viene nominato ai Grammy Awards. L'album riceve critiche miste, prevalentemente positive per le up tempo e negative per le ballad, e viene paragonato a lavori di artisti come Jennifer Lopez e Beyoncé da parte di molti critici. La stessa Christina Milian ammette di aver cambiato radicalmente immagine e stile rispetto al precedente lavoro, avendo optato per un'immagine più sexy.
Nel 2006, dopo essere stata incoraggiata dalla sua etichetta a lavorare su un sound maggiormente urban, pubblica il suo terzo lavoro So Amazin', anticipato dal singolo Say I con la partecipazione di Young Jeezy. L'album ha tuttavia molto meno successo rispetto ai precedenti, e la Milian ne ha attribuito la colpa alla sua etichetta discografica, la Island Records, rea di non aver fatto una promozione adeguata e per essersi concentrata troppo sul lancio della nuova stella del pop Rihanna. In seguito a queste controversie, Christina Milian decide di lasciare l'etichetta Nello stesso anno pubblica il suo primo greatest hits The Best of Christina Milian, ultima pubblicazione con la Island.

### Evelope, 4U
In seguito alla fine dei rapporti con la Island, Christina firma un contratto con la Myspace Records e inizia a lavorare su un nuovo album intitolato Elope. Successivamente, la cantante annuncia di aver firmato un contratto con la Interscope Records per la pubblicazione del disco, che comunque ad oggi non è mai stato pubblicato. Nel 2009, Christina Milian è autrice del singolo Baby di Justin Bieber, brano che ottiene un notevole successo lanciando definitivamente la carriera dell'artista.
Negli anni duemiladieci, Christina Milian entra a far parte della Young Money Entertainment, etichetta fondata dal rapper Lil Wayne. La cantante pubblica alcuni singoli, inclusi vari duetti con Wayne, e ha modo di esibirsi insieme a lui durante gli American Music Award. Nel 2013, Christina Milian pubblica il mixtape #TinaTurnUp e partecipa al talent show Dancing With The Stars.
Il 4 dicembre 2015 Christina pubblica il suo EP "4U".

## Discografia

### Album in studio
- 2001 - Christina Milian
- 2004 - It's About Time
- 2006 - So Amazin'

### EP
- 2015 - 4U

### Raccolte
- 2006 - Best of Christina Milian

### Singoli
- 2000 - Between Me & You (con Ja Rule)
- 2001 - AM to PM
- 2002 - When You Look at Me
- 2002 - Get Away (feat. Ja Rule)
- 2002 - It's All Gravy (con Romeo)
- 2002 - The Answer (con S-Word)
- 2004 - Dip It Low (feat. Fabolous)
- 2004 - Whatever U Want (feat. Joe Budden)
- 2006 - Say I (feat. Young Jeezy)
- 2006 - Gonna Tell Everybody
- 2008 - Us Against The World

## Filmografia

### Cinema
- Fidanzata in prestito (Love Don't Cost a Thing), regia di Troy Beyer (2003)
- Torque - Circuiti di fuoco (Torque), regia di Joseph Kahn (2004)
- L'uomo di casa (Man of the House), regia di Stephen Herek (2005)
- Be Cool, regia di F. Gary Gray (2005)
- Pulse, regia di Jim Sonzero (2006)
- La rivolta delle ex (Ghosts of Girlfriends Past), regia di Mark Waters (2009)
- Ragazze nel pallone - Lotta finale (Bring It On: Fight to the Finish), regia di Bille Woodruff (2009)
- L'amore in valigia (Baggage Claim), regia di David E. Talbert (2013)
- Falling Inn Love - Ristrutturazione con amore (Falling Inn Love), regia di Roger Kumble (2019)
- Resort to Love - All'amore non si sfugge (Resort to Love), regia di Steven K. Tsuchida (2021)
- Appuntamento a Natale (Meet Me Next Christmas), regia di Rusty Cundieff (2024)

### Televisione
- Un genio in famiglia (Smart Guy) – serie TV, episodi 1x04, 3x15 (1997-1999)
- Streghe (Charmed) – serie TV, episodio 1x12 (1999)
- The Steve Harvey Show – serie TV, episodio 3x14 (1999)
- Ragazze a Beverly Hills (Clueless) – serie TV, episodi 3x21, 3x22 (1999)
- All That – serie TV, episodio 7x03 (2002)
- Un Natale perfetto (Snowglobe), regia di Ron Lagomarsino - film TV (2007)
- Smallville – serie TV, episodio 7x05 (2007)
- Cupido a Natale (Christmas Cupid), regia di Gil Junger – film TV (2010)
- CSI - Scena del crimine (CSI: Crime Scene Investigation) – serie TV, episodio 11x14 (2011)
- A Gifted Man – serie TV, episodio 1x14 (2012)
- The Voice – programma televisivo, 74 episodi (2012-2013)
- Dancing with the Stars – programma televisivo, 6 episodi (2013)
- Nonno all'improvviso (Grandfathered) – serie TV, 22 episodi (2015-2016)
- The Rocky Horror Picture Show: Let's Do the Time Warp Again, regia di Kenny Ortega – film TV (2016)
- Ricordi di Natale (Memories of Christmas), regia di Tibor Takács - film TV (2018)
- Claws – serie TV, episodio 3x08 (2019)
- Soundtrack – serie TV, 5 episodi (2019)
- Step Up: High Water – serie TV, 10 episodi (2022)
- Dexter: Original Sin – serie TV (2024-2025)

## Doppiatrici italiane
Nelle versioni in italiano delle opere in cui ha recitato, Christina Milian è stata doppiata da:
- Perla Liberatori in Fidanzata in prestito, Un Natale perfetto, Falling Inn Love - Ristrutturazione in amore, Appuntamento a Natale
- Chiara Gioncardi in Cupido a Natale, Nonno all'improvviso, Resort To Love - All'amore non si sfugge, Dexter: Original Sin
- Domitilla D'Amico in Smallville, Ragazze nel pallone - Lotta finale
- Letizia Scifoni in La rivolta delle ex
- Valentina Mari in CSI - Scena del crimine
- Vanina Marini in L'amore in valigia
- Claudia Pittelli in L'uomo di casa
- Patrizia Mottola in Ricordi di Natale
- Guendalina Ward in Be Cool
- Emanuela Damasio in Pulse
- Francesca Rinaldi ne I Griffin